# Haiti nos Jogos Pan-Americanos de 1991
O Haiti participou dos Jogos Pan-Americanos de 1991 em Havana, Cuba de 2 a 18 de agosto de 1991. Conquistou, na ocasião, uma medalha de bronze.

## Medalhas

### Bronze
Judô - Abaixo de 86 kg masculino
- Hermate Souffrant